# 해밀턴 아레나
해밀턴 아레나(영어: Hamilton Arena)은 캐나다 온타리오주 해밀턴에 위치한 실내 경기장이다. 과거 NBA 토론토 랩터스의 제2홈경기장으로, AHL 해밀턴 캐넉스, 해밀턴 불독스, CEBL 해밀턴 허니 배저스의 홈경기장으로 사용했다.